# Dictyophara bovina
Dictyophara bovina är en insektsart som först beskrevs av Stsl 1862.  Dictyophara bovina ingår i släktet Dictyophara och familjen Dictyopharidae. Inga underarter finns listade i Catalogue of Life.